# Wutzrock
Wutzrock ist ein kostenloses Musikfestival in Hamburg, das erstmals im Jahr 1979 zur Unterstützung der Jugendzentrumsbewegung „JUZ, aber dalli!“ veranstaltet wurde.

## Geschichte
Wutzrock begann am 30. Juni 1979. Etwa 2000 Menschen feierten im Billtal-Stadion in Bergedorf das erste Wutzrock. Hintergrund war, dass Ende der 1970er Jahre in Hamburg zahlreiche Jugendzentren (JUZ) geschlossen wurden, so auch im Stadtteil Bergedorf. Allerdings hätte Bergedorf nach damaligen Gegebenheiten und einem Verteilerschlüssel (pro 30.000 Einwohner ein Jugendzentrum) der Stadt Hamburg mindestens drei Jugendzentren haben müssen. Das Resultat der Bemühung war die Entstehung des selbstverwalteten Jugendzentrums Unser Haus, das eigenverantwortlich das Café Flop betreibt.
Wutzrock gehört zu der Vereinigung von Festivals, die unter dem Motto Umsonst und draußen seit den 1970er Jahren gegründet wurden.
Das Wutzrock-Festival fand seit 1979 an verschiedenen Plätzen im Hamburger Bezirk Bergedorf statt. Seit Ende der 1980er Jahre ist ein Gelände am Eichbaumsee in Allermöhe der Veranstaltungsort. Zwischen der Dove Elbe und dem Badestrand des Eichbaumsees stehen Elb-Bühne (Hauptbühne), See-Bühne, Backstage-Bereich und viele Stände verschiedener Art. Rund um das Festivalgelände kann auf mehreren Wiesen kostenlos gezeltet werden. Auch für das Parken von Kraftfahrzeugen, Krafträdern und Fahrrädern wird keine Gebühr erhoben.
Obwohl das Festival Anfang der 1990er Jahre etwas an Größe zulegte, hat es nichts an seinem originären und alternativen Charme verloren. Dieses liegt vor allem auch daran, dass es jedes Jahr ein weit gefächertes Rahmenprogramm für die ganze Familie gibt. So gibt es einen großen und vielfältigen Bereich für Kinder, verschiedene Kleinkunst, einen Poetry Slam, viele Initiativen die zur Diskussion anregen ebenso wie die „Schlafsack-Hüpf-Weltmeisterschaft“.
Seit 1999 kommen jedes Jahr täglich etwa 5.000 Menschen an den drei Tagen des Festivals zum Eichbaumsee.
Hinter dem Wutzrock-Festival steht der Verein „Galactic Entertainment e.V.“. Das Musikfestival finanziert sich zum größten Teil aus dem Getränkeverkauf, durch die Standmieten und über Sponsoren. Alle Helfer und Organisatoren rund um das Festival sind ehrenamtlich tätig, und auch viele der Künstler treten hier für einen Bruchteil ihrer sonst üblichen Gage auf. In den vergangenen Jahren standen nicht nur unbekannte Bands, sondern auch Künstler wie beispielsweise Tito & Tarantula, ZSK, Dritte Wahl, Slime, Absolute Beginner, The Skatalites, Mighty Oaks, Das Bo, The Toasters, Panteón Rococó, 17 Hippies, Bersuit Vergarabat, Deichkind, Turbostaat, Karamelo Santo, Der Fall Böse, Mark Foggo’s Skasters, Rantanplan, Ratatöska, Letzte Instanz, One Fine Day, Dissidenten, Dota und die Stadtpiraten, Sam Ragga Band, I-Fire, Skatoons, Die Sterne, Fehlfarben, Ohrbooten, Rotfront, Subway to Sally, The Mighty Mocambos, Dr. Ring Ding, Das Pack, Drei Meter Feldweg, Jack Pott, Herrenmagazin oder Monsters of Liedermaching auf der Bühne.